# Jan Teplý
Jan Teplý (Praga, 30 luglio 1931 – Praga, 25 febbraio 2007) è stato un attore ceco.

## Biografia
Attore attivo al cinema e in televisione, debutta nel 1967 sul grande schermo. Viene ricordato in Italia per il ruolo di Otto Warfel, nemico di Tano Cariddi ne La piovra 6 - L'ultimo segreto.

## Filmografia

### Cinema
- I ragazzi del capitano Nemo (Ukradená vzducholod) (1967)
- La nuora (Nevesta) (1970)
- L'orecchio (Ucho), regia di Karel Kachyňa (1970

### Televisione
- 1992 - La piovra 6 - L'ultimo segreto